# Baçorá
Baçorá ou Basra (em árabe: البصرة; romaniz.: al-Baṣrah; em inglês: Basra; em francês: Bassora) é uma das três maiores cidades do Iraque. Capital da província homônima, a cidade é o principal porto do país. Encontra-se às margens do rio Xatalárabe, a 55km do Golfo Pérsico e a 545km de Bagdá, a capital iraquiana.

## Etimologia e uso
O topônimo parece advir do verbo árabe baçara, "ver; saber, conhecer", do substantivo árabe baçar, "vista, raio visual, olhar, visão, olho; perspicácia". O termo evoluiu em português, a partir do século XVI, de "Baçoraa" e "Boçorá" para a forma atual "Baçorá".
A transliteração inglesa "Basra", que por vezes se vê copiada sem tradução na imprensa brasileira, não tem respaldo nas fontes onomásticas tradicionais da língua português. Em Portugal, o Diário de Notícias emprega a forma "Baçorá", enquanto que o Expresso e a Visão alternam entre o uso da forma inglesa "Basra" e da tradicional portuguesa Baçorá.

## História

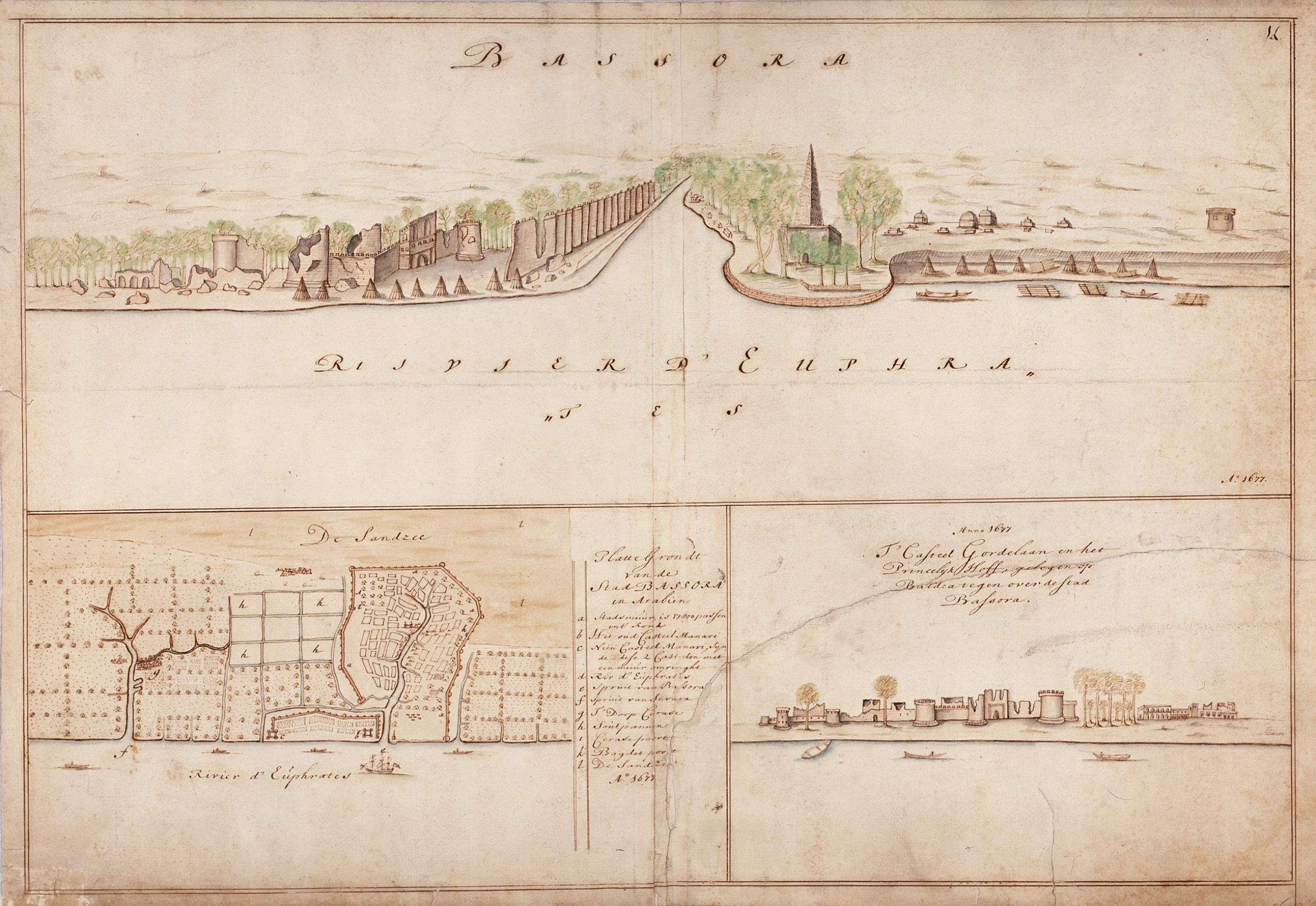
Vista de Baçorá em c. 1695, pelo cartógrafo holandês Isaak de Graaf.

Baçorá foi fundada em 636 como um acampamento militar para os exército do califa Omar, alguns quilômetros ao sul da atual cidade, lugar ainda hoje marcado por um tel. Após derrotar as forças sassânidas, o comandante muçulmano Utba ibne Gazuane acampou no local, originalmente um assentamento persa chamado Vaestabade Ardaxir (Vaheštābād Ardašīr), que fora destruído pelos árabes. A função originalmente militar do sítio é indicada pelo nome árabe, البصرة al-Basra. Devido ao seu papel como uma importante cidade-guarnição, Basra figurou com destaque na história política do primeiro Estado islâmico, já que, fora da Arábia, a sua elite dominante estava concentrada no amṣār. Portanto, Basra e sua população são frequentemente mencionadas em relatos de episódios como a primeira e a segunda guerras civis, que assumiram principalmente a forma de luta entre grupos rivais dentro da elite governante pelo controle de centros militares e administrativos como Basra.
São de Baçorá o sufista Haçane de Baçorá (642–728) e Alhariri (1054–1122), poeta e gramático árabe. A cidade tornou-se um centro comercial florescente até a sua ocupação pelo Império Otomano, quando sua importância declinou.

### Portugueses
Em 1523, os portugueses sob o comando de António Tenreiro cruzaram de Alepo para Baçorá. Com a presença em força dos Portugueses no Golfo Pérsico desde o início do século XVI, em 1550, o Reino local de Baçorá e os governantes tribais confiaram nos portugueses contra os otomanos, a partir de então os portugueses ameaçaram Baçorá várias vezes para conquistá-la. A partir de 1595, os portugueses agiram como protetores militares de Baçorá,  e em 1624 os portugueses ajudaram o paxá de Baçorá a repelir uma invasão persa. Os portugueses receberam uma parte da alfândega e isenção de pedágio. A partir de então o território Xatalárabe (Shatt al-Arab)  tornou-se território aliado dos portugueses.
A partir desta aliança os cónegos Agostinhos puderam instalar um convento em Baçora que respondi a Goa . No início do século XVII, a cidade e os rios de Baçorá foram desenhados pelos portugueses conforme representação no "Lyvro de Plantaformas e fortalezas de India ".
De 1625 a 1668, Baçorá e os pântanos do Delta estavam nas mãos de chefes locais independentes da administração otomana em Bagdá.

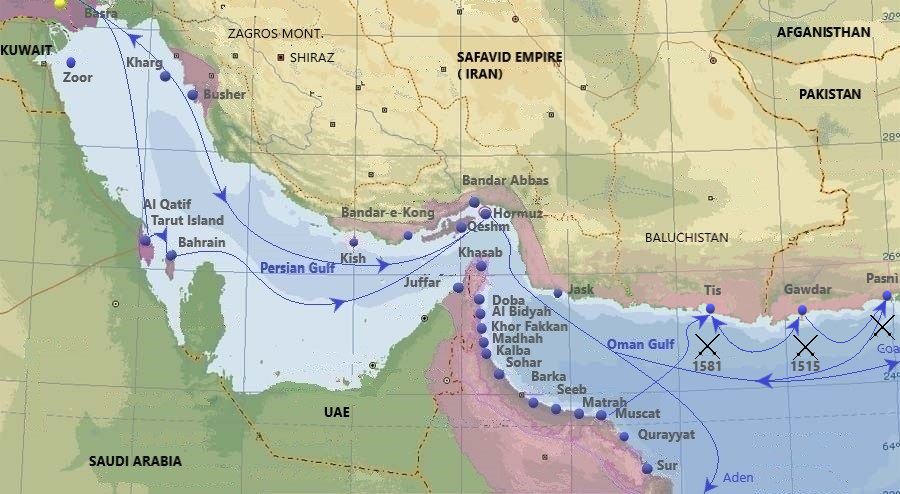
Roxo - Portugueses no Golfo Pérsico nos séculos XVI e XVII. Principais cidades, portos e rotas

### 1ª Guerra Mundial
Durante a Primeira Guerra Mundial, as forças britânicas de ocupação modernizaram o porto, que passou a ser o mais importante do Iraque. Na Segunda Guerra Mundial, Baçorá foi um importante ponto de transferência de carga enviada pelos Aliados à União Soviética. No final da guerra, a cidade contava 93 000 habitantes.
A Universidade de Baçorá foi fundada em 1964. Em 1977, a sua população chegou a cerca de 1,5 milhão de habitantes, mas tornou a cair durante a Guerra Irã-Iraque, quando a cidade foi repetidamente bombardeada pelas forças iranianas, que nunca chegaram a tomá-la.

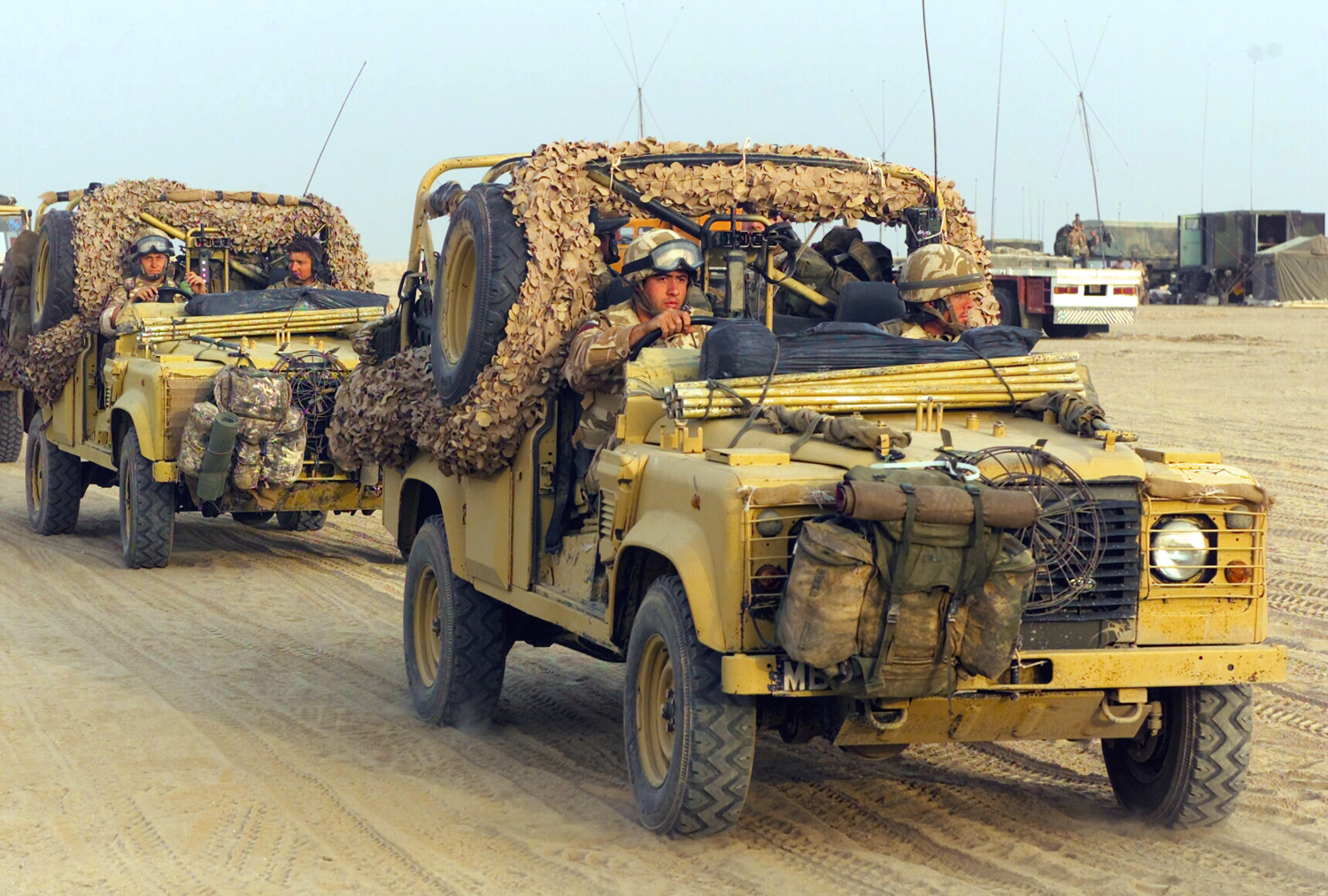
Forças britânicas patrulham a área de Baçorá, em 2003

Durante a Guerra do Golfo, em 1991, a cidade voltou a ser bombardeada, desta vez pela coalizão chefiada pelos EUA. Após o conflito, Baçorá foi o centro da revolta dos xiitas do sul do Iraque contra os governantes sunitas de Bagdá. O levante estalou em 2 de março de 1991, com base na promessa da administração de George Bush no sentido de derrubar o regime de Saddam Hussein. Pelo menos 3 000 pessoas morreram em Baçorá, sem que os revoltosos recebessem o apoio da coalizão.
Com a invasão do Iraque, em 2003, Baçorá foi mais uma vez palco de manobras de guerra. Entre março e maio daquele ano, a periferia da cidade assistiu aos combates mais intensos da invasão. Baçorá foi tomada por forças britânicas em 6 de abril. A segurança do sul do país ficou a cargo de uma força multinacional chefiada pelos britânicos, que passaram o controle da região ao governo iraquiano no final de 2007. No início de 2008, é local de combates entre as forças do governo iraquiano e os seguidores do clérigo xiita radical Moqtada al-Sadr.

## Demografia
Conforme a fonte, Baçorá é classificada como a segunda ou terceira maior cidade do Iraque, após a capital Bagdá (e Moçul, no norte do país). Sua população é de 1 700 000 habitantes, segundo algumas estimativas (2003), ou de 2 015 947 habitantes (janeiro de 2005), segundo outras fontes.
Os árabes perfazem quase 100% da população. Mais de 99% dos habitantes são muçulmanos, dos quais 90% são xiitas e 9%, sunitas. Baçorá é a cidade mais importante do sul do Iraque, região predominantemente xiita.

## Geografia

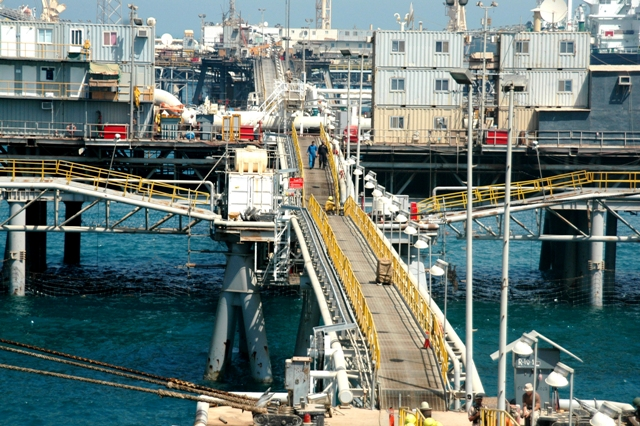
Terminal petrolífero em Baçorá (2007)

Localizada no sul do Iraque, às margens do Chate Alárabe, Baçorá dista 55 km do golfo Pérsico e 545 km da capital, Bagdá. A área em torno da cidade é uma importante produtora de petróleo, com 64% das reservas iraquianas. Baçorá abriga refinarias (com capacidade para cerca de 140 000 barris diários) e indústrias químicas. A cidade conta com um aeroporto internacional.
A região é fértil para a agricultura, que produz tâmaras, arroz, milho, cevada, milhete e trigo.

## Clima
Com temperaturas médias de mais de 40°C no verão e de 12°C no inverno, a área em torno de Baçorá é uma das mais quentes do planeta.